# Jasna Boljević
Jasna Boljević, tidigare Tošković född 16 mars 1989 i Titograd, nuvarande Podgorica, Jugoslavien, är en montenegrinsk handbollsspelare. Hon spelade som högernia.

## Klubblagskarriär
Boljević  första seniorklubb var den montenegrinska klubben ŽRK Budućnost. 2008  gick hon till den serbiska klubben ŽRK Naisa Niš, med vilken hon vann den serbiska cupen 2009.  Säsongen 2011–2012 spelade hon för ungerska klubben Békéscsaba ENKSE. Hon flyttade sedan till franska klubben Issy Paris Hand.  Efter bara en säsong gick hon med i Havre Atletic Club HB. Sommaren 2014 flyttade hon till den rumänsk klubben CSM Roman.  Efter fyra år  gick hon med i rumänska klubben CS Măgura Cisnădie. Sommaren 2019 flyttade Boljević till den rumänska handbollsklubben CS Rapid București.  Två år senare skrev hon på ett kontrakt med CSU Stiinţa Bucureşti.  Hon gjorde 105 mål för Știința. När Știința degraderades i slutet av säsongen 2021–22 lämnade hon klubben.

## Landslagskarriär
Boljević spelade för Montenegros damlandslag i handboll. 2011 deltog hon i VM i Brasilien 2011  Sommaren 2012 blev Boljević uttagen som reservspelare till OS i London men deltog inte i truppen. Vintern 2012 var hon med truppen som vann Europamästerskapet i handboll för damer 2012. Hon var sedan borta från landslaget. Hon spelade sedan i EM 2016 i Sverige. Sammanlagt spelade hon bara 24 landskamper och stod för 18 mål i landslaget.